# Postkutsche

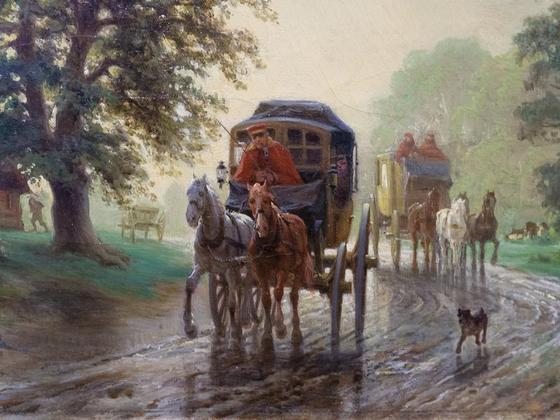
Postkutschen in Dänemark um 1850

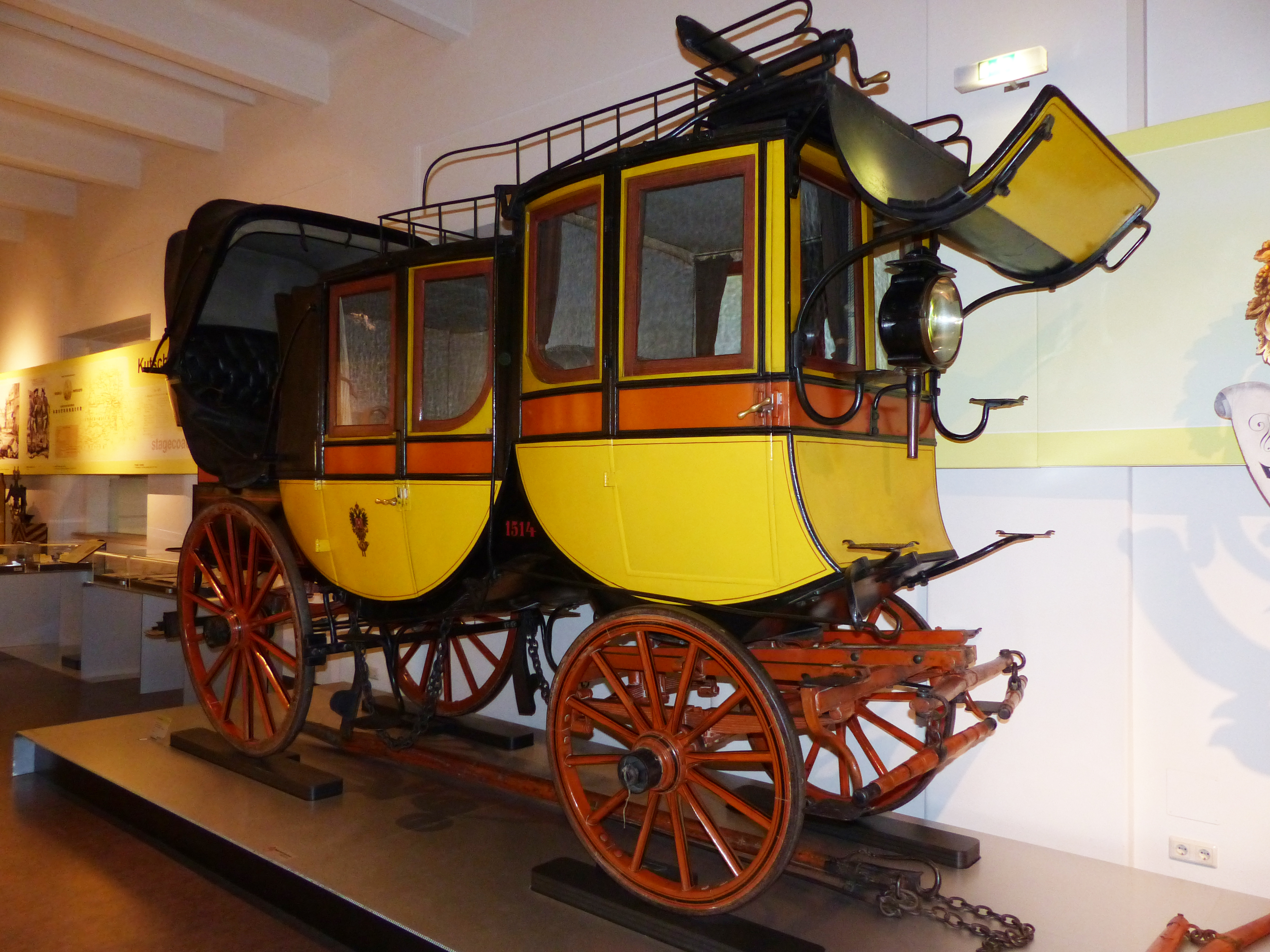
Postkutsche Coupé-Landauer, Wien 1894, Technisches Museum Wien

Postkutschen, Postwagen und Botenwagen waren von Pferden gezogene Wagen, zunehmend Kutschen, die bis ins frühe 20. Jahrhundert zur schnellen Beförderung von Postsendungen und gleichzeitig zahlenden Fahrgästen benutzt wurden. Die Bezeichnung Postkutsche, in älterer Reiseliteratur auch: Malle-poste, gilt strenggenommen nur für die relativ komfortablen Fahrzeuge, die im 19. Jahrhundert in Betrieb genommen wurden. Vorher waren die Postwagen oft ungefedert, manchmal sogar ohne Verdeck (Poststellwagen). Eine alternative Bezeichnung ist Pferdepost.

## Antike und Neuzeit

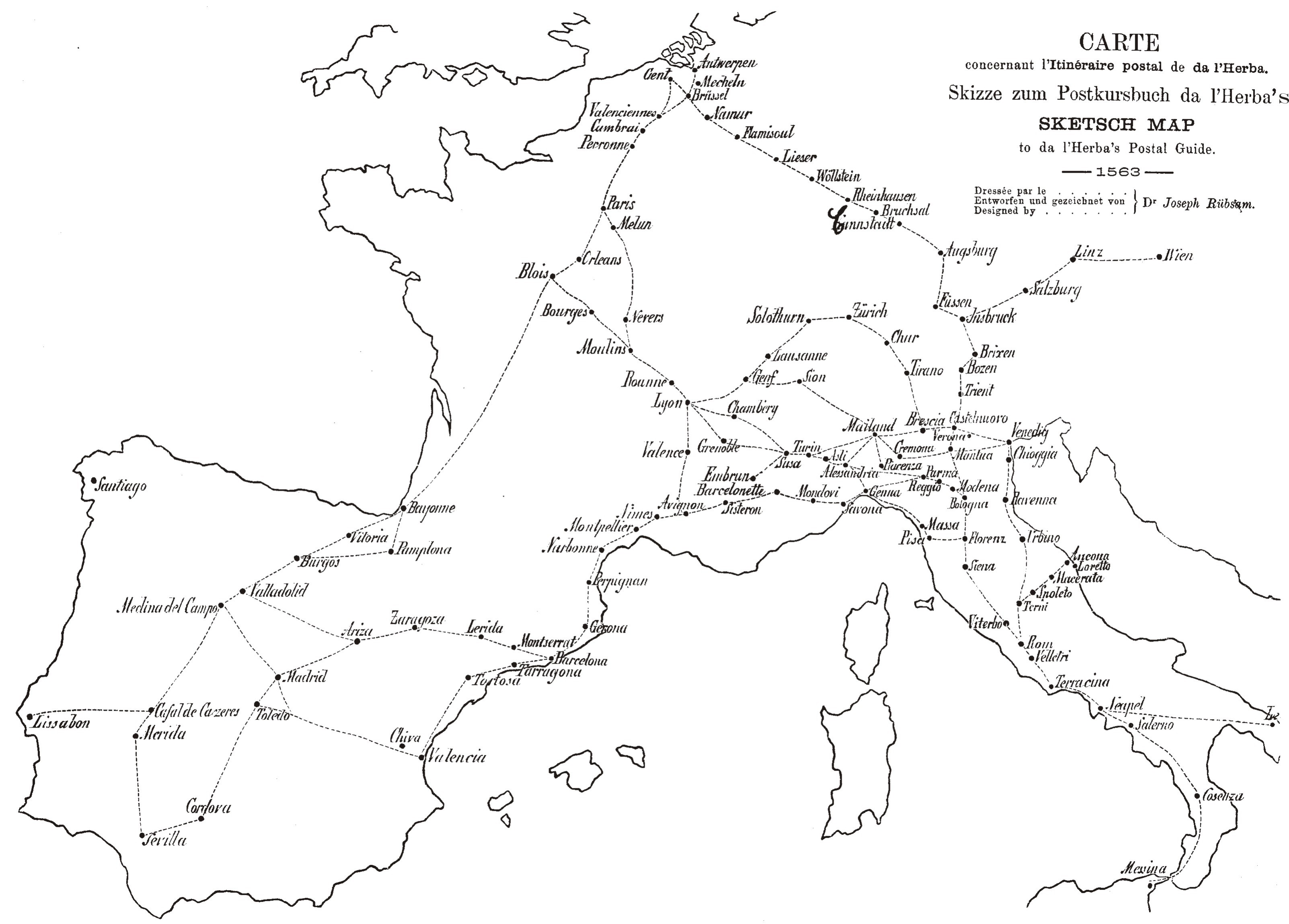
Postkurse 1563, Reise-Handbuch von Giovanni dal’Herba

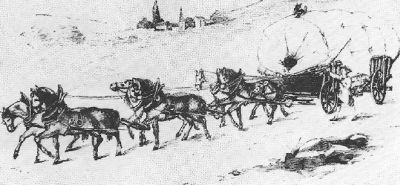
Botenfrachtwagen im 17. Jh.

Schon im Cursus publicus, dem Postdienst des antiken Rom, wurden Reisewagen eingesetzt. Wie das ganze damalige Postwesen standen sie nur für Staatszwecke, also für Dienstreisen zur Verfügung. Die altrömischen Reisewagen, Carrucae, hatten schon eine geschlossene Fahrgastkabine und eine einfache Federung.
Nach einigen Jahrhunderten, in denen es (in Europa) nur einfachste Wagen gab, wurden ab dem 14. Jahrhundert auch wieder gefederte Pferdewagen gebaut. Als man dazu überging, die gewölbte Plane der Kobelwagen durch elegantere Formen des Verdecks zu ersetzen, bürgerte sich für diese modernen Fahrzeuge im 16. Jahrhundert die Bezeichnung Kutsche ein.
Die Wiedereinführung von Postdiensten in der frühen Neuzeit begann mit reitenden Boten; so richtete die Familie Taxis im 14. Jahrhundert einen Kurierdienst für die Republik Venedig ein und erweiterte diesen ab 1490 zum europaweiten Postwesen. Seit dem 17. Jahrhundert ging man dazu über, die Botenpost durch eine Fahrpost zu ergänzen oder zu ersetzen, die auch Personen und größere Postsendungen befördern konnte. In England wurde beispielsweise im Jahr 1657 die erste Postkutschenlinie zwischen London und Chester in Betrieb genommen.
Im Gegensatz zu England und Frankreich gab es im deutschsprachigen Raum infolge der territorialen Zersplitterung im Heiligen Römischen Reich kein einheitliches Fahrpostwesen, sondern ein kompliziertes Geflecht aus der von den Generalpostmeistern aus dem Hause Thurn und Taxis betriebenen Kaiserlichen Reichspost und den Posten einzelner Reichsstände bzw. seit 1805 Territorialstaaten. Konkurrenten der Reichspost bei der Brief- und Paketbeförderung waren vor allem die Botenanstalten der Städte sowie die Metzgerpost. Eine Bayerische Post gab es schon seit dem 16. Jahrhundert, ebenso die österreichische Hofpost. Nach dem Dreißigjährigen Krieg kam es zur Gründung von eigenen Landespostanstalten, etwa durch Brandenburg-Preußen, Sachsen, Mecklenburg, Hessen-Kassel oder Braunschweig-Hannover, die jedoch die dort vorhandenen Postkurse der Kaiserlichen Reichspost als bezahlte Transitrouten betrieben.
Bei der Kaiserlichen Reichspost begannen erste Versuche zur Einführung der Fahrpost und Postkutschen, nachdem bereits einige konkurrierende Landespostanstalten in Vorleistung getreten waren. Nach Wolfgang Behringer war die Fahrpost allerdings zunächst eher ein Verlustgeschäft und wurde nur aus Konkurrenzgründen weiter ausgebaut. Wegen der verschiedenen betreibenden Postanstalten gab es aber teilweise auch Lücken in den Verbindungen.

## Entwicklung der Postwagen

Früher kursächsischer Postwagen, noch ungefedert, keine echte Kutsche

Die ersten Postwagen waren nicht nur in Deutschland noch keine Kutschen im eigentlichen Sinn, sondern ungefederte Leiterwagen mit einem Korbgeflecht, das später mit einer Plane überspannt wurde. Gleichwohl wurden sie schon damals großzügig als „Kutsche“ bezeichnet, wenn sie wenigstens ein Verdeck hatten. Man saß darin auf Holzbänken mit Felldecken.
Ab dem 18. Jahrhundert nahm die Bedeutung der Postkutschen für den Personenverkehr zu. Im Laufe der Zeit bildeten sich für die speziellen postalischen Aufgaben und regionalen Gegebenheiten ausgebildete Kutschentypen heraus. Genutzt wurde zunächst der Typ der Berline für vier bis sechs Fahrgäste und die über Frankreich aus England eingeführte Mail Coach für 13 bis 15 Fahrgäste (davon nur vier bis sechs Innenplätze).

## Ordinari-Post und Extrapost

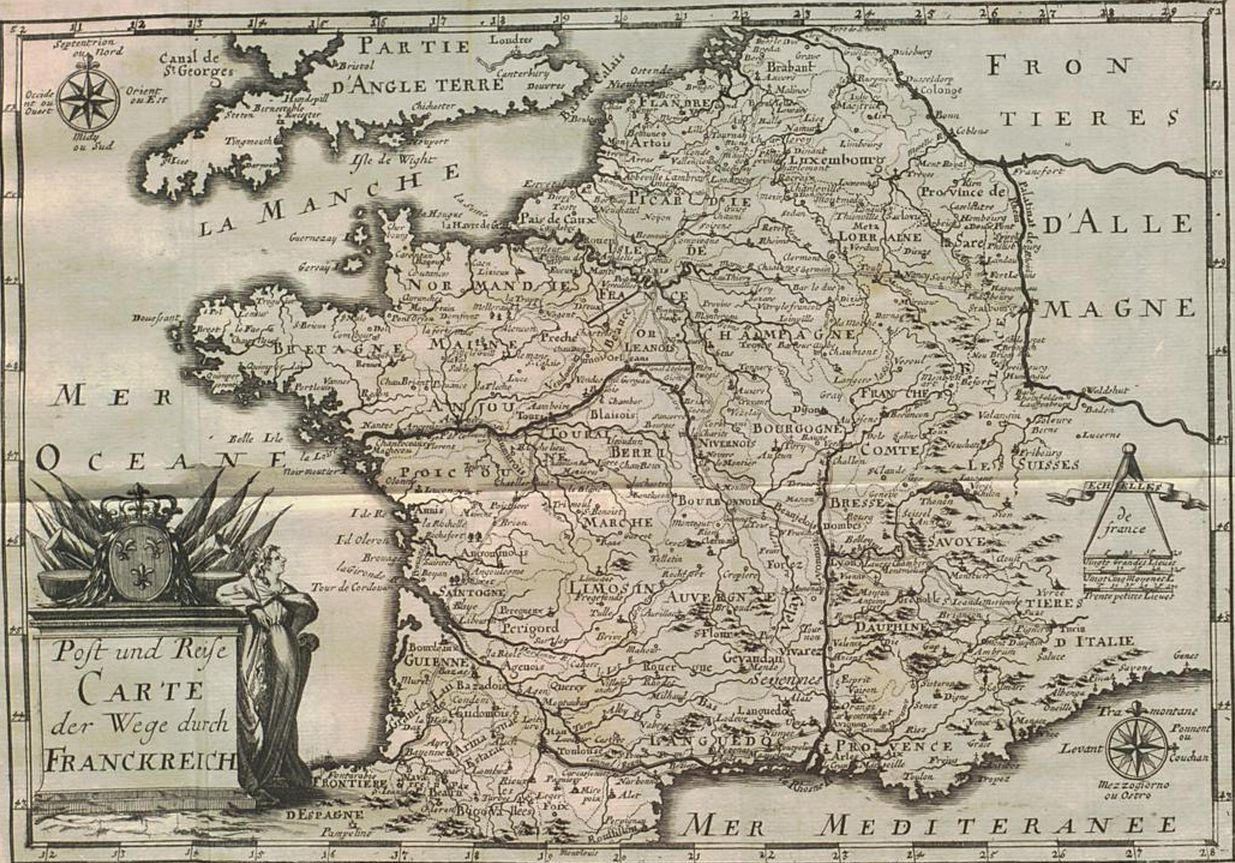
Post- und Reisekarte der Wege durch Frankreich um 1703

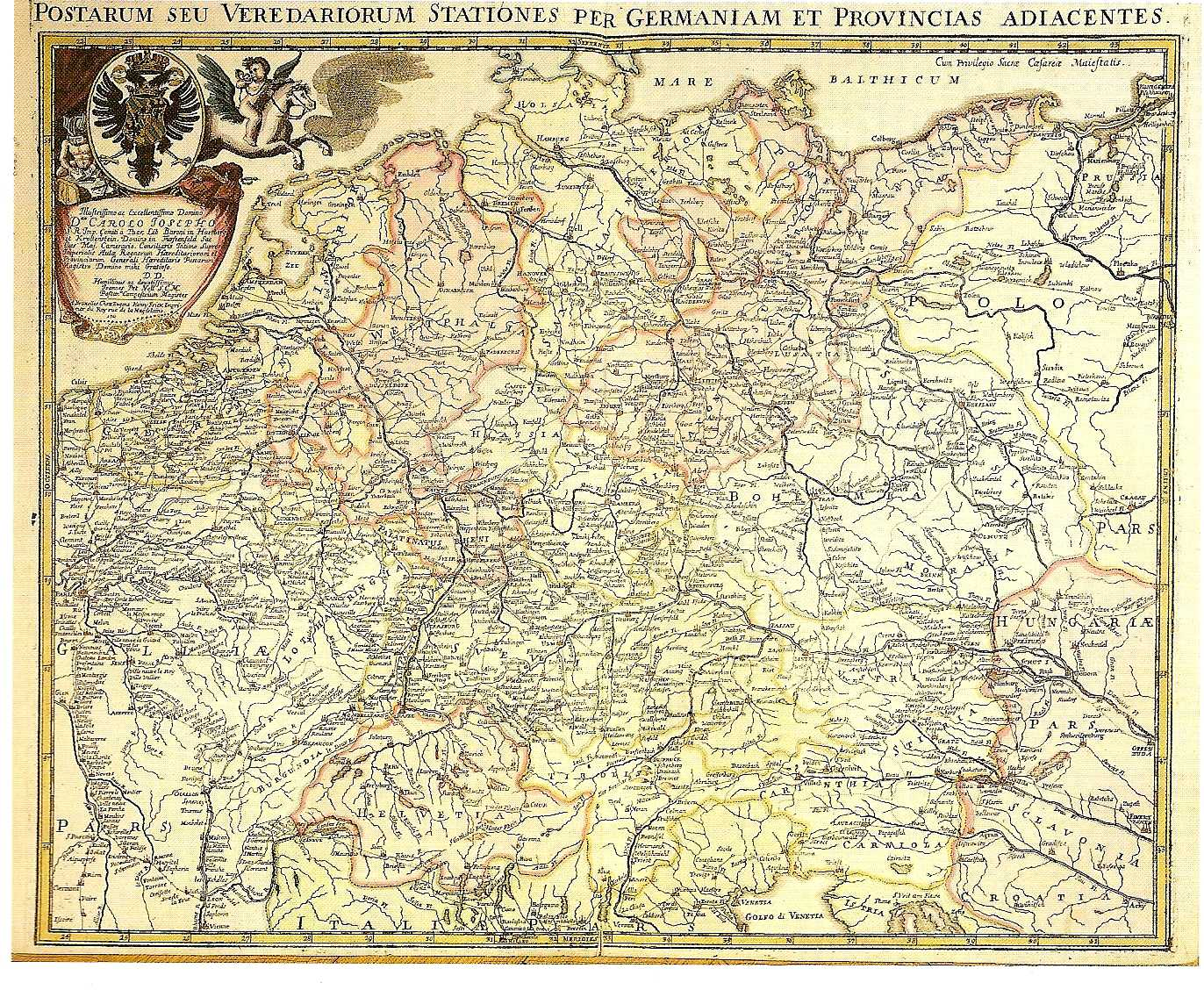
Die Postkurse in Deutschland um das Jahr 1711

Die teils gar nicht, teils mit holperigem Kopfsteinpflaster befestigten Straßen erlaubten nur langsame Fahrgeschwindigkeiten.
In der Erfindung von abfälligen Bezeichnungen für Kutschen und Wege waren die Menschen des 18. Jahrhunderts wegen der unbequemen Fortbewegungsart äußerst kreativ: Walkmühle, Marterkasten, Ackerkarren, Knochenknacker, Teufelsweg, Höllenpfad sind nur die eher gemäßigten. Auf bergigen Straßen geschah es nicht selten, dass die Kutschen umkippten.
Um die Transport- und Reisezeiten nicht ausufern zu lassen, gab es organisatorische Vorkehrungen. In den Posthaltereien, die der Post letztlich den Namen gaben (posta/„Posten“ im Sinne von Versorgungsstation), wurden die Pferde gewechselt. Während Reisende der Ordinari-Post in den Poststationen auch übernachteten, fuhren die Wagen der Extrapost Tag und Nacht. Der französische Arzt Charles Patin schrieb 1676, dass einen das ununterbrochene Fahren sowohl tagsüber als auch nachts nur noch beim Wechsel der Pferde zur Ruhe kommen lasse. Die Reiseverhältnisse mit der Post waren Ausdruck der Maßnahmen zur Förderung des absolutistischen Einheitsstaates. Angehörige verschiedener Stände wurden zusammen befördert.
Manche hochgestellten Reisenden leisteten sich deswegen das Reisen sowohl mit Mietpferden und eigener Kutsche, wie mit kompletten Mietfuhrwerken. Manche Adelige, die verarmt waren und sich diesen Luxus nicht leisten konnten oder wollten, reisten in Postkutschen inkognito. Sogar hohe Standesperson wie Herzog Ernst August zu Braunschweig-Lüneburg reiste, wenigstens in jungen Jahren, regelmäßig mit der Postkutsche durch Deutschland und auch jeden Winter nach Venedig. Seine Gemahlin Sophie von der Pfalz berichtet in ihren Memoiren, dass er ihr – die mit großem Tross an Kammerherren, Hofdamen, zahlreichen Dienern und sogar einer Musikkapelle reiste – häufig mit der Postkutsche voraus- oder nachreiste, mit nur zwei oder drei Begleitern. Goethe absolvierte seine Italienische Reise ohne Begleiter mit der Postkutsche, beklagt sich aber häufig über die Vetturinen genannten Postkutscher, besonders die italienischen.
Wirklich gleich behandelt wurden aber auch die Passagiere einer Postkutsche nicht, viele Kutschen hatten außer den Plätzen im Kutschkasten (Fahrgastkabine) auch Außensitze auf dem Kofferraum und auf dem Dach, denen jeder Witterungsschutz fehlte. Bei starkem Fahrgastaufkommen wurden Beiwagen eingesetzt, zusätzliche Gespanne, die zum gleichen Fahrplan hinter der Kutsche herfuhren, oft Wagen minderen Komforts.

## Blüte und Niedergang

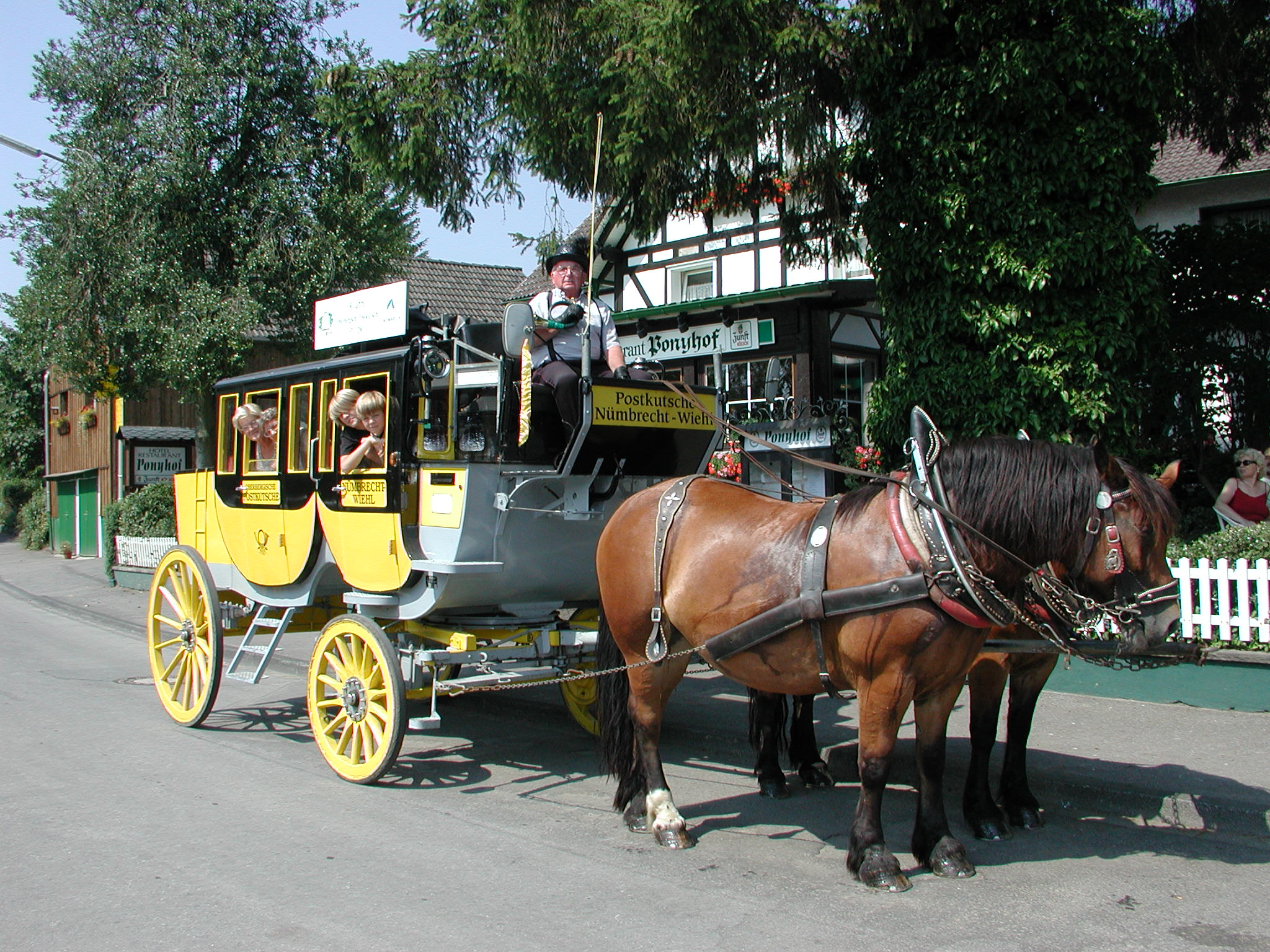
Oberbergische Postkutsche

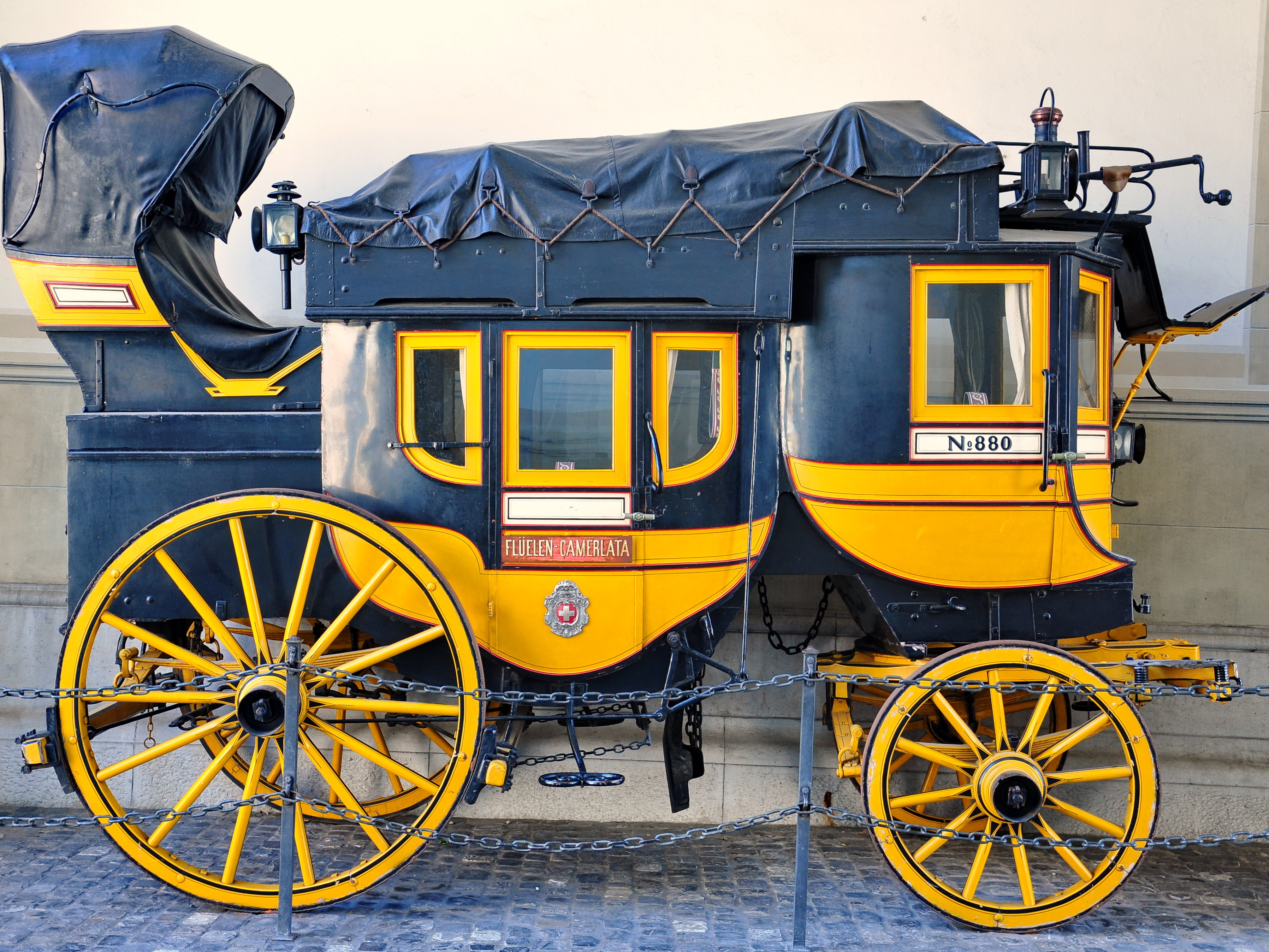
Gotthard-Postkutsche (Typ Berline mit Coupé), 1849 bis 1881

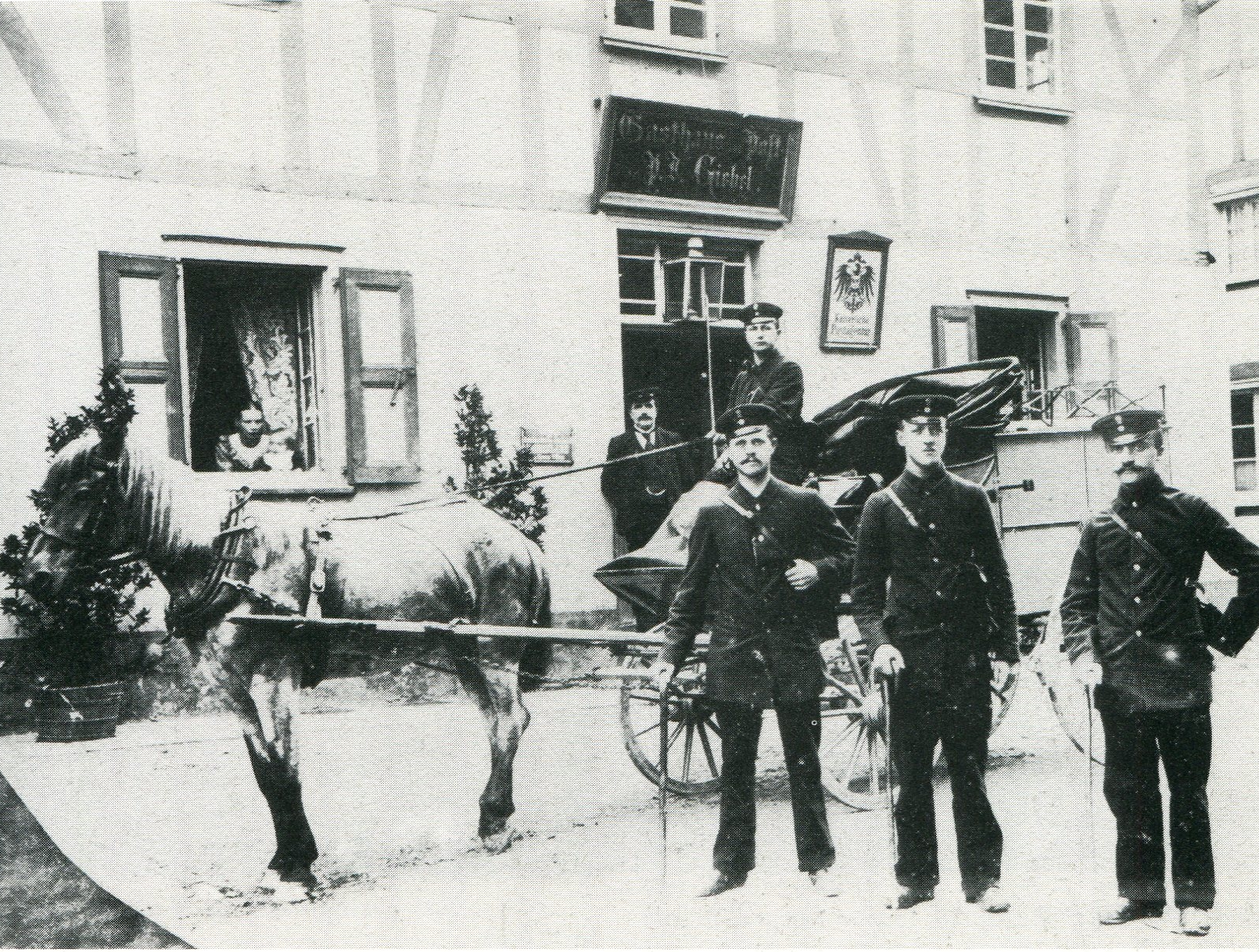
Postkutsche für Postsendungen, ohne Personenbeförderung, 1890

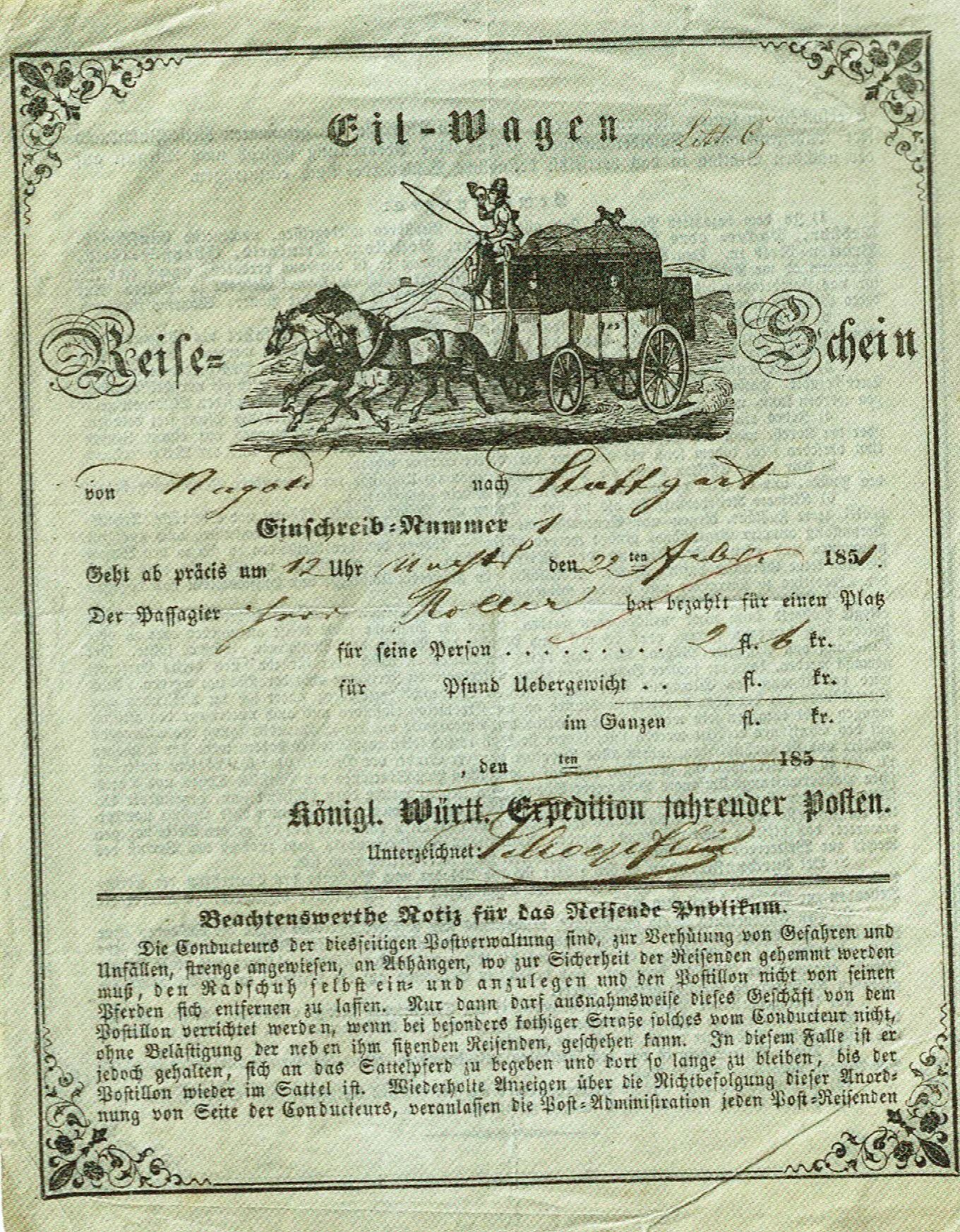
Reise-Schein (Fahrkarte) für den Eilwagen Nagold nach Stuttgart 22. Februar 1851

Eine wesentliche Verbesserung erfuhren die Leistungen der Fahrpost durch den Ausbau der Landstraßen im 18. und 19. Jahrhundert. Um 1820 waren die bedeutenden Überlandpostkurse so gut ausgebaut, dass die dort verkehrenden Kutschen mit dem Tempo einzelner Reiter mithalten konnten. Die Reisegeschwindigkeit der Postkutsche wurde durch den Straßenbau von etwa 2 km/h im Jahr 1700 und 5½ bis 7½ km/h im 18. Jahrhundert auf etwa 10 km/h im Jahr 1850 gesteigert. Eine Kutsche konnte damals an einem Tag bisweilen über 100 Kilometer zurücklegen.
Mit dem Ausbau der Eisenbahn (zusammenhängendes mitteleuropäisches Netz seit 1849) ging das oft romantisch verklärte Zeitalter der Postkutschen allmählich zu Ende. Ende des 19. Jahrhunderts wurden große Postkutschen mit zwei Kutschkästen eingeführt, die 9 bis 15 Fahrgäste befördern konnten. Die Bahn war billiger und schneller, sowohl in der Personenbeförderung als auch beim Betrieb der Bahnpost. Gegen Ende der Postkutschenzeit wurden zuweilen auch Pferdeomnibusse eingesetzt, ein eigentlich für den Stadtverkehr konzipierter Wagentyp. Es blieb noch der Transport zwischen Bahnhof und Postamt, für den auch Kutschen ohne Passagierplätze eingesetzt wurden. Postkutschen blieben für den Personentransport im nicht von der Bahn erschlossenen ländlichen Raum von Bedeutung, bis dort um 1900 die Motorisierung einsetzte und ab 1905 die Kraftpost mit ihren Fahrzeugen die angestammte Arbeit der Postkutschen übernahm. Auch in England wurde die letzte Postkutschenlinie 1905 eingestellt. Der Benzinmangel im Ersten Weltkrieg führte dazu, dass viele Autobuslinien in Deutschland bis Kriegsende vorübergehend stillgelegt und nochmals durch Postkutschen ersetzt wurden. Nach Kriegsende kam schnell das endgültige Aus.

## Ausrüstung der Reisenden im 18. Jahrhundert
Als Grundausstattung eines Reisenden des 18. Jahrhunderts sind anzusehen: Regenmantel, breiter Hut, mindestens zwei Paar Schuhe oder Stiefel, Hosen, Nachtgewand und Bettzeug. In einem ledernen Gurt wurden die Dokumente sowie das Geld verwahrt. Das Wichtigste bewahrte man in der Kleidung auf. Bis ins 19. Jahrhundert trugen die Reisenden eher abgetragene Kleidung, da diese durch die Fahrt sehr strapaziert wurde. Während der oft eintönigen Kutschenfahrt vertrieb sich der gebildete Reisende die Zeit mit einer entsprechenden Lektüre. Im 18. Jahrhundert wurde gern über Gelesenes diskutiert oder es wurden Geschichten erzählt. Wer über seine Reise berichten wollte, trug ein Wachstäfelchen mit sich und übertrug den Text in der Herberge auf Papier.

## Nostalgie

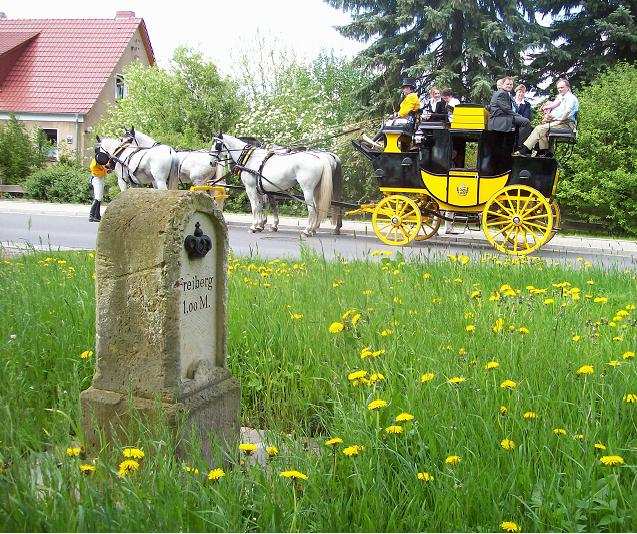
Nachbau einer königlich-sächsischen Postkutsche (Typ Mail Coach) mit Meilenstein aus dem 19. Jh., Tharandter Wald

Seit Langem gibt es im deutschsprachigen Raum außerhalb von Traditionsveranstaltungen keine offiziellen Postkutschen mehr. Doch in den Jahren 1938 und 1939 ließ die Deutsche Reichspost zum Einsatz in 25 deutschen Kurorten nochmals neue Postkutschen vom Typ Berline mit Copé sowie auch einige Postschlitten beim Karosseriewerk Aug. Nowack AG in Bautzen bauen. Die letzte Postkutsche im damit 1938 von der Deutschen Reichspost wieder eingeführten und im Zweiten Weltkrieg unterbrochenen touristischen Postdienst verkehrt auch heute noch auf der Postkutschenlinie Bad Kissingen–Bad Bocklet, auch wenn sich die Post 2018 aus der Mitfinanzierung zurückzog und nicht mehr die Originalpostkutsche fährt. Auch im sächsischen Erzgebirge blieb im Kurort Oberwiesenthal, jedoch in kommunaler Hoheit mit privaten Betreibern, dieser Postkutschenbetrieb mit einer Originalpostkutsche von 1939, die 2017 von der Deutschen Post an die Kommune überging, bis heute erhalten. Gelegentlich sind Postkutschen auch auf Tourismusmessen und Philatelistentagen anzutreffen. Einige Veranstalter bieten längere Reisen in historischen Postkutschen an, etwa Goethes Italienische Reise, München–Verona oder die Route des Lindauer Boten. Im offiziellen Kursbuch der Schweiz von 2005 wurde eine Kutschenlinie zwischen Pontresina und Roseggletscher erwähnt. In Ostdeutschland gibt es inzwischen wieder touristische Postkutschenangebote unter anderem auf den Langstrecken Hamburg–Berlin, Berlin–Leipzig und Leipzig–Dresden mit originalgetreuen Postkutschen sowie das Projekt Land der historischen Poststraßen mit regelmäßigen Fahrten von drei Postkutschen und einem Postschlitten in der Region Osterzgebirge-Sächsische Schweiz-Tharandter Wald südlich von Dresden. Seit 2017 ist ein viersitziger Omnibus-Postwagen aus dem Jahr 1894 der Kaiserlichen Post, der ehemaligen OPD Münster in Tecklenburg (NRW) im touristischen Einsatz unterwegs.

## Daten aus der Geschichte der Postkutsche

Geschwindigkeiten und mögliche Tagesstrecken um 1800

Fahrplan von Posten und Eisenbahnen im Bezirk der Oberpostdirektion Aachen 1869

- 1610: Die erste englische Postkutsche nahm den Betrieb auf.
- 1623: Die erste Fahrpost zwischen Düsseldorf und Wesel als Privatunternehmen der Maurenbrecher wurde eingerichtet, ab 1668 fuhr sie mit kurpfälzischem Privileg von Düsseldorf nach Köln.
- 1660: Die erste Fahrpost zwischen Leipzig und Hamburg nahm den Betrieb auf.
- 1664: Frankreich führte einen staatlichen Kutschendienst ein.
- 1682: Die erste Fahrpost von Stuttgart über Heilbronn nach Heidelberg fuhr einmal pro Woche.
- 1683: Die erste Fahrpost zwischen Dresden und Leipzig fuhr zweimal pro Woche.
- 1684: Die erste Fahrpost fuhr zwischen Leipzig und Nürnberg.
- 1692: Die erste Fahrpost zwischen Köln und Venlo fuhr zweimal pro Woche.
- 1694: Die erste Fahrpost zwischen Leipzig und Breslau fuhr zweimal pro Woche.
- 1703: Die erste Fahrpost zwischen Köln und Frankfurt am Main wurde eingerichtet.
- 1750: Postkutschen hatten sich als wichtigstes Verkehrsmittel im Überlandverkehr durchgesetzt.
- 1815: Die Kugelpost zwischen Kopenhagen und Hamburg wurde eingeführt.
- 1820: Reisen mit Kutschen wurde schneller als mit dem Reitpferd.
- 1842: Erste Postkutsche über den Gotthard.
- 1852: William Fargo und Henry Wells gründeten die Wells Fargo Company in Kalifornien, deren Postkutschen gehörten zum historischen Straßenbild des Wilden Westen.
- 1871: Damals verkehrte erstmals die Oberbergische Postkutsche zwischen Wiehl und Nümbrecht
- 1881: Die letzte Fahrt der Postkutsche über den Gotthard fand statt.
- 1888: Selby erhöhte den Geschwindigkeitsrekord für Postkutschen auf 23 km/h.
- 1904: Zwischen Braunschweig und Wendeburg ersetzte erstmals in Deutschland ein Autobus die Postkutsche.
- 1905: Die Bayerische Post nahm die erste Kraftpostlinie in Betrieb.
- 1905: Die letzte englische Postkutsche stellte den Betrieb ein.
- 1921: Am 3. Mai wurde die Postkutsche zwischen Meschede und Lippstadt durch einen Autobus ersetzt.
- 1923: Am 29. September verkehrte die letzte Postkutsche in Hannover.
- 1926: Die letzte Pferdepersonenpost verkehrte in Sachsen, deren Postkutsche heute noch im Schloss Pfaffroda zu sehen ist.
- 1930: Die letzte Postkutsche fuhr in Mittelfranken von Windsheim nach Ansbach.
- 1931: Am 1. Mai 1931 wurden die Görlitzer Pferdeposten eingestellt und durch Elektroautos ersetzt.
- 1935: Am 14. April 1935 fuhr in Unterfranken die letzte Postkutsche von Heigenbrücken nach Wiesen[16] als letzte nichttouristische Fahrt zur Personenbeförderung in Deutschland.
- 1938: Die Pferdepersonenposten wurden für Touristen in 25 deutschen Kurorten durch die Deutsche Reichspost wieder eingeführt. Ab 1940 wurden sie kriegsbedingt eingestellt. Die Postkutschenlinie Bad Kissingen–Bad Bocklet und der Postkutschenbetrieb im Kurort Oberwiesenthal, jedoch nur letzterer mit einer Originalpostkutsche, sind als einzige bis heute in dieser Form erhalten geblieben.
- 1939: Die Fahrten mit Postschlitten der Deutschen Reichspost wurden für Touristen im Erzgebirge und Vogtland wieder eingeführt, jedoch im Zweiten Weltkrieg eingestellt.
- 1957: Im März wurde das letzte Mal Paketpost in Kiel (als eine der letzten deutschen Städte) mit der Postkutsche ausgeliefert.[17]
- 1961: Die letzte Pferdepost auf der Linie Avers–Juf in der Schweiz wurde eingestellt.
- 1973: Zwischen Nümbrecht und Wiehl fuhr wieder die Oberbergische Postkutsche.
- 2005: In Langenfeld findet ein internationales Postkutschentreffen statt.
- 2006: Zunächst in Grillenburg und dann in Bad Düben begannen die bis heute stattfindenden (südost-)deutschen Postkutschentreffen des 1. Sächsischen Postkutschenvereines e. V.[18]
- 2006: Eine Postkutschenfahrt, die sechs Monate lang dauerte, durch sechs Länder Europas und über 6000 km führte, fand statt.[19]
- 2007: Die Postschlittenfahrten wurden zunächst im Tharandter Wald wieder eingeführt und finden bis heute in Bad Einsiedel (Kurort Seiffen/Erzgeb.) statt.[20]
- 2012: Ein internationales Postkutschentreffen fand in Brück im Fläming statt.[21]
- 2013: Helmut Deutschkämer veranstaltete eine Postkutschenfahrt vom Kap Arkona auf der Insel Rügen quer durch Deutschland bis zur Zugspitze bei Garmisch-Partenkirchen.[22]

## Postkutschen auf deutschen Briefmarken

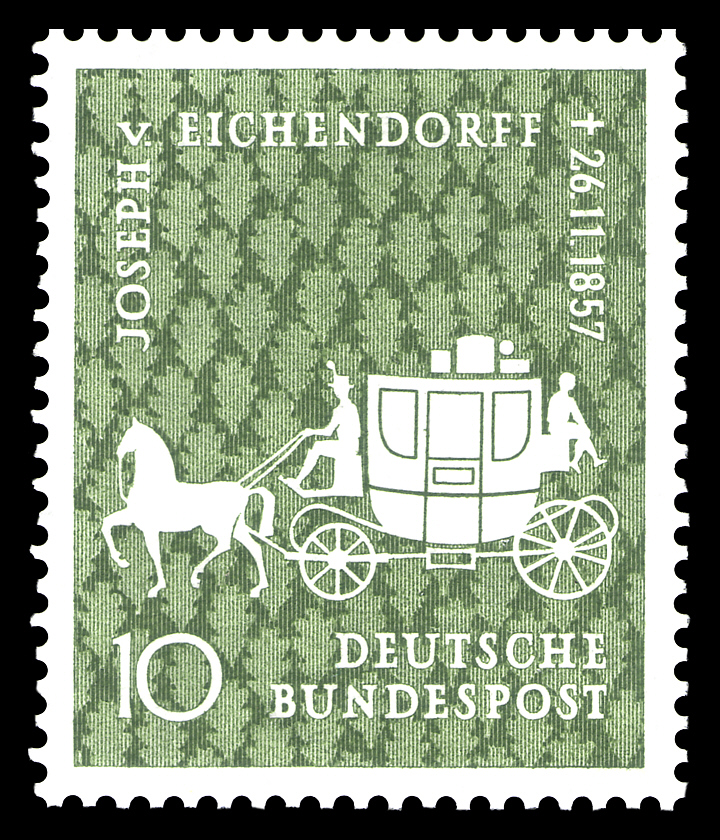
Briefmarke 1957
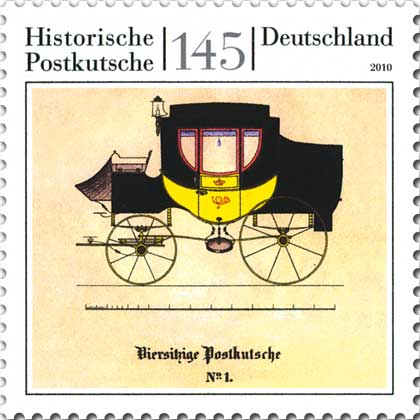
Briefmarke 2010